# Paralephana consocia
Paralephana consocia là một loài bướm đêm trong họ Noctuidae.